# Kleber Romero
Kleber Romero (født 14. februar 1976) er en tidligere brasiliansk fodboldspiller.
Han har spillet for flere forskellige klubber i sin karriere, herunder Consadole Sapporo.